# Barrett M99
Barrett 99 "Big Shot" loại súng bắn tỉa bắn phát một được giới thiệu năm 1999 bởi công ty sản xuất vũ khí Barrett (Hoa Kỳ). Công ty này được biết đến nhiều vì đã sớm phát triển loại đạn súng trường cỡ .50, khẩu bán tự động M82A1, và khẩu M95 nạp đạn từng viên. Giống như loại M95 loại súng này có một chỗ nạp đạn phía sau tay cầm, tuy nhiên nó không dùng để gắn băng đạn vì đây là loại súng bắn phát một tức là phải nạp đạn trực tiếp sau mỗi lần bắn. Tốc độ lên đạn nhanh nhất khoảng 1,5~2,5s/viên. Trong khi đó súng bắn tỉa bán tự động có tốc độ bắn nhanh hơn. Tuy nhiên uy lực của Barrett M99 lại vượt trội hơn hẳn.(đủ để bắn phá vỏ ngoài các khí tài mang giáp nhẹ). Ngoài ra Barrett M99 có trọng lượng tương đối, không cần khí tài để vận chuyển nên có tính cơ động tốt, kể cả so với súng bắn tỉa đời sau là Barrett M107.

## Các phiên bản
Loại súng này có một số biến thể. Loại.416 Barrett là một ví dụ theo lý thuyết nó có độ chính xác cao hơn.50 BMG vì tốc độ xoáy cao hơn và kích thước nhỏ hơn (làm cho nó có tính khí động học cao hơn). Tuy nhiên nếu nói đến trọng lực tác động thì.50 BMG sẽ có lợi thế hơn khi ở tầm bắn cực xa..416 Barrett loại mới có loại nòng 813 mm.50 BMG loại mới có các loại nòng 635 mm, 737 mm và 813 mm.
Ngoài ra Barrett còn có thể bắn xuyên được kính chống đạn.